# Литературен фронт
Вестник „Литературен фронт“ е български седмичник за литература, литературна критика и изкуство, издание на Съюза на българските писатели. Излиза от 1945 до 1993 година, когато е преименуван на „Литературен форум“.

## Редактори
Главни редактори на „Литературен фронт“ са били:
- Никола Фурнаджиев (1945 – 1949)
- Веселин Андреев (1949 – 1955)
- Славчо Васев (1955 – 1964)
- Георги Димитров-Гошкин (1964 – 1966)
- Богомил Райнов (1966 – 1970)
- Любомир Левчев (1970 – 1973)
- Ефрем Каранфилов (1973 – 1980)
- Никола Инджов (1980 – 1983)
- Руси Божанов (1983 – 1984)
- Евтим Евтимов (1984 – 1988)
- Лиляна Стефанова (1988 – 1989)
- Марко Ганчев (1989 – 1993)

Редактори на „Литературен фронт“ са били:
| - Драгомир Асенов - Владимир Башев - Георги Белев - Димитър Василев - Марин Георгиев - Иван Гранитски - Пенчо Данчев - Георги Джагаров - Васко Жеков - Светлозар Игов - Ангел Каралийчев - Димитър Кирков - Михаил Лъкатник - Енчо Мутафов - Михаил Неделчев - Минко Николов - Ваня Петкова - Емил Петров | - Ивайло Петров - Иван Попиванов - Васил Попов - Йордан Радичков - Радой Ралин - Серафим Северняк - Атанас Свиленов - Върбан Стаматов - Кръстьо Станишев - Генчо Стоев - Теньо Стоянов - Цветан Стоянов - Лозан Стрелков - Георги Тахов - Румяна Узунова - Климент Цачев - Димитър Шумналиев - Симеон Янев |